# Yuhi V del Ruanda
Yuhi Musinga (1883 – 14 gennaio 1944), è stato re del Ruanda dal 1896 al 1931.
Salì al potere nel 1896 in seguito alla morte del suo fratellastro dopo che il suo palazzo a Nyanza fu bruciato nel dicembre 1896. e collaborò con il governo tedesco per rafforzare la propria regalità.
Durante il regno di Musinga il potere tedesco fu usato per riaffermare l'autorità reale su molte aree autonome, mentre i delegati di corte servirono come amministratori coloniali, specialmente sotto il dominio belga dopo la prima guerra mondiale. I missionari sono stati utilizzati anche per cercare di estendere la legittimità della corte. Tuttavia, tali politiche di collaborazione con attori europei hanno creato forti divisioni presso la corte reale di Musinga, poiché le fazioni politiche hanno gareggiato per il potere e si sono allineate in modo diverso con attori esterni e alleati locali.
Nel 1931 fu deposto dall'amministrazione belga a causa della sua incapacità di lavorare con i capi subordinati e del suo rifiuto di essere battezzato come cattolico romano. Il 12 novembre 1931, un colpo di Stato organizzato dal presidente del Ruanda, dal vice governatore del Rwanda-Burundi e dal vicario apostolico porta alla deposizione del re e all'immissione sul trono di uno dei suoi figli, Mutara III Rudahigwa. Due giorni dopo, l'ex Mwami andò in esilio a Kamembe, vicino al confine Congolese, dove visse fino alla sua morte nel 1944.